# Acidente do Beechcraft King Air prefixo PS-CSM em 2021
O acidente do Beechcraft King Air prefixo PS-CSM em 2021 foi um acidente aéreo ocorrido no dia 14 de setembro de 2021 na cidade de Piracicaba, no estado de São Paulo. O avião de propriedade da CSM Agropecuária transportava sete pessoas, sendo dois tripulantes e cinco passageiros, todos mortos no momento do acidente.
As causas do acidente foram apuradas pelo CENIPA com o auxilio do resgate da caixa preta realizada pela policia civil do estado de São Paulo.

## Voo
O voo saiu por volta das 9 horas do aeroporto de Piracicaba no estado de São Paulo. Não ficou claro o aeroporto de destino, porém, sabe-se que seria no estado do Pará. O operador da aeronave era a CSM Agropecuária, com o prefixo de PS-CSM. A tripulação era formada por piloto e copiloto.
Passados quinze segundos após a decolagem, o avião acabou caindo e explodindo na área da Faculdade de Tecnologia do Estado de São Paulo (Fatec), em uma plantação de eucaliptos. Com a explosão, todos os sete ocupantes morreram carbonizados, e já estavam sem vida na chegada do corpo de bombeiros. Os motivos ainda serão apurados pelo CENIPA.

## Envolvidos
Durante o voo existiam 7 pessoas a bordo, entre elas 2 tripulantes e 5 passageiros, todos passageiros da mesma família que em questão eram sócios da empresa Raízen. Entre os ocupantes estavam:
- Celso Elias Carloni, de 39 anos, que estava pilotando a aeronave;
- Giovani Dedini Gulo, de 24 anos, que era o copiloto do voo;
- Celso Silveira Mello Filho, de 73 anos, que era sócio da empresa Raízen;
- Maria Luiza Meneghel, de 71 anos, que era a então esposa de Celso;
- Camila Meneghel Silveira Mello Zanforlin, de 48 anos, filha mais velha do casal;
- Celso Meneghel Silveira Mello, de 46 anos, também filho do casal;
- Fernando Meneghel Silveira Mello, de 46 anos, também filho do casal.

## Aeronave
A aeronave, um Beechcraft King Air B200GT, era relativamente nova, fabricada em 2019 e comprada pelo empresário havia poucos meses por um valor aproximado de 35 milhões de reais. O uso da aeronave era principalmente para o transporte do empresário e de sua família entre São Paulo e Pará, onde tinha várias fazendas.
O modelo não costuma estar ligado a muitos incidentes e é considerado bastante seguro. Em 2016, foi capaz de pousar em segurança sem o trem de pouso dianteiro em um incidente nos Estados Unidos. Esta sensação de segurança foi retratada por Celso Elias a Luciano Almeida, amigo pessoal de Celso e prefeito de Piracicaba, meses antes do acidente. Almeida decretou luto oficial de três dias na cidade.

## Causas
O Relatório Final da investigação do Centro de Investigação e Prevenção de Acidentes Aeronáuticos (CENIPA), com auxílio do National Transportation Safety Board dos Estados Unidos e do Transportation Safety Board do Canadá, concluiu que a aeronave estava operando com 1 374 libras (623 quilogramas) acima do Peso Máximo de Decolagem, a investigação também concluiu que foram utilizadas as velocidades e parâmetros de uma decolagem típica, reduzindo-se a potência pouco após o recolhimento do trem, no entanto, não ocorreu a avaliação adequada dos parâmetros de voo por parte da tripulação, culminando com a condição de estol da aeronave logo após a decolagem.